# Pocoyo
Pocoyo (span. Pocoyó) ist eine spanische Kinder-Zeichentrickserie. Sie wurde seit Januar 2005 von den spanischen Schriftstellern Guillermo García Carsí, Luis Gallego und David Cantolla erdacht und von Zinkia Entertainment von 2005 bis 2016 hergestellt. Zielgruppe der Sendung sind Kinder im Kindergartenalter. Im deutschsprachigen Raum ist die Sendung auf dem Fernsehsender KiKA, genauer, im KiKANiNCHEN zu sehen.

## Handlung
Bis 2010 wurden drei Staffeln mit je 52 Folgen, in der vierten Staffel aus dem Jahr 2016 mit 26 Folgen hergestellt. Die Laufzeit je Folge beträgt etwa sieben Minuten. Die Serie dreht sich um die namensgebende Zeichentrickfigur Pocoyo, einen kleinen Jungen mit einer blauen Mütze und blauem Anzug. Er wird von seinen folgenden, fast ausschließlich tierischen Freunden durch seine Abenteuer begleitet. Unverwechselbar sind die eigentümlichen und überspitzt dargestellten Bewegungsarten Pocoyos. Auch die Welt ist besonders, denn sie hat keinen Hintergrund, bzw. dieser ist einfach weiß und für die Handlung wichtige Gegenstände tauchen inmitten des „Nichts“ plötzlich auf.

### Figuren
Pocoyo
Pocoyo ist der Hauptheld. Er trägt eine blaue Mütze und einen blauen Anzug. Oftmals ist er sehr frech und schadenfroh. In der Welt ist er noch aufgrund seines Alters sehr unerfahren und neugierig. Pocoyo ist 4 Jahre alt und hat am 14. Oktober Geburtstag.
Elli
Elli ist ein pinker Elefant, der in allen Folgen einen blauen Rucksack mit sich trägt. Sie kann herausragend Ballett tanzen, ist aber oft ziemlich eitel. Sie ist die gute Freundin von Pocoyo.
Pato
Pato ist eine Ente mit einem grünen Hut. Meist versucht er, den anderen zu beweisen, dass er lässig ist, und will immer der beste sein. Er ist von allen (den Erzähler mit einbezogen) am wenigsten kindisch und hat am meisten Erfahrung.
Erzähler
Der Erzähler – in der deutschen Fassung von Ilja Richter gesprochen – redet die gesamten Folgen über und greift teilweise selbst in die Handlung ein, indem er mit den Figuren spricht und die Kinder miteinbezieht.
Lula
Lula, der Hund in der Serie, ist oft nur im Hintergrund zu sehen und meistens von der Handlung ausgeschlossen.
Schlummerpieps
Schlummerpieps ist ebenfalls meistens von der Handlung ausgeschlossen. Seinen Namen hat er wegen seiner dauernden Müdigkeit. Meist sieht man ihn auf einem Baum schlafen.
Babypieps
Babypieps ist das Küken des Vogels Schlummerpieps. In den meisten Folgen ist er nicht mit einbezogen.
Nina
Nina ist eine Mädchenfigur, die erstmals in Staffel 4 in der gleichnamigen Folge „Nina“ vorgestellt wurde.